# Carrà sera
Carrà sera è la quarta raccolta italiana di Raffaella Carrà, pubblicata nel 1978 e distribuita dalle Messaggerie Musicali di Milano.

## Il disco
Come Ritratto di... Raffaella Carrà pubblicata l'anno precedente, è un'altra compilation a prezzo economico dell'etichetta discografica Record Bazaar, che fin dal titolo fa un chiaro riferimento alla trasmissione televisiva Ma che sera, condotta con successo da Raffaella in quel periodo.
Mai promossa dall'artista, è stata distribuita nei formati LP, MC, Stereo 8 e non è mai stata pubblicata in formato digitale e sulle piattaforme streaming.
Anche in questo caso sono presenti brani tratti dal repertorio RCA Italiana (Borriquito, Papà, T'ammazzerei), casa discografica con la quale Raffaella aveva inciso i primi tre album, insieme a canzoni pubblicate con la CGD, di cui la Record Bazaar era all'epoca etichetta sussidiaria.
- Puisque tu l'aimes dis-le lui versione in francese (testo e adattamento musicale di Ralph Bernet) inedita in Italia di A far l'amore comincia tu, già apparsa sul mercato transalpino nel 1976.[3]

## Tracce
Edizioni musicali Sugar Music se non indicato altrimenti.
Lato A
1. Fiesta – 3:20 (testo: Gianni Boncompagni, Luis Gómez Escolar – musica: Franco Bracardi, Paolo Ormi)
2. Sì, ci sto – 4:26 (testo: Gianni Boncompagni, Andrea Lo Vecchio – musica: Clément Chammah, Shel Shapiro)
3. Melodia – 4:05 (testo: Andrea Lo Vecchio – musica: Shel Shapiro)
4. Tabù – 2:54 (testo: Gianni Boncompagni, Andrea Lo Vecchio – musica: Andrea Lo Vecchio)
5. Prima di dormire – 3:01 (testo: Gianni Boncompagni – musica: Paolo Ormi, Bobby Solo)
6. Il presidente – 3:42 (testo: Gianni Boncompagni – musica: Franco Bracardi)

Lato B
1. Puisque tu l'aimes dis-le lui – 2:40 (testo: Ralph Bernet – musica: Franco Bracardi)
2. Borriquito – 3:40 (Peret [4]; edizioni musicali Arabella)
3. Papà – 3:44 (Gianni Boncompagni; edizioni musicali BMG Ricordi)
4. Scordalo ragazzo mio – 3:14 (testo: Gianni Boncompagni, Andrea Lo Vecchio – musica: Gianni Boncompagni, Franco Bracardi)
5. Din don dan – 3:04 (testo: Roberto Lerici – musica: Gianni Ferrio)
6. T'ammazzerei – 2:59 (testo: Antonio Amurri – musica: Gianni Boncompagni; edizioni musicali RCA Italiana)

## Musicisti

### Artista
- Raffaella Carrà - voce

### Arrangiamenti e direzione orchestrale
- Shel Shapiro - Sì, ci sto, Melodia, Tabù
- Gianni Ferrio - Din don dan
- Paolo Ormi - altri brani